# Ippolito Marracci (théologien)
Pour les articles homonymes, voir Ippolito Marracci.
Ippolito Marracci (Torcilliano, frazione  de Camaiore, 1604- Rome, 19 mai 1675) est un théologien italien membre des Clercs réguliers de la Mère de Dieu, protagoniste précurseur au XVIIe siècle du mouvement  mariologue.

## Biographie
Frère de l'orientaliste Louis Marracci, il entre en 1621 chez les clercs réguliers de la Mère de Dieu dont il devient vicaire général à 34 ans. Tout en s'occupant de l'église Santa Maria in Campitelli, il écrit plus de 100 livres sur le dogme de la Vierge Marie, dont à peine une trentaine sont publiés. Ses livres contiennent des informations sur les écrits perdus d'autres théologiens.
Ardent promoteur de l'Immaculée Conception de Marie, laquelle n'est étudiée par le Saint-Office et définie que le 8 décembre 1854, il est arrêté pour ses écrits et gardé en prison pendant plusieurs mois.

## Œuvres
- Sacerdotium Mysticum Marianum (1647), non publié.
- Expostulatio ad Clementem Decimum, manuscrit conservé à la Bibliothèque nationale, Rome.
- Bibliotheca mariana alphabetico ordine digesta, Rome, 2 vol.in-8°, est une notice biographique et bibliographique, par ordre alphabétique, de tous les auteurs qui ont écrit sur quelques-uns des attributs ou des perfections de la Sainte Vierge, avec la liste de leurs ouvrages. Le nombre des écrivains qu'il indique s'élève à plus de trois mille, et celui des ouvrages à plus du double, tant imprimés que manuscrits, venus à sa connaissance. Ce livre, rare et recherché des bibliographes, est terminé par cinq tables curieuses, qui facilitent les recherches.
- Pontifices Maximi Mariani, Rome, 1642, in-8° ; Reges Mariani, ibid., 1654, in-8° ; Purpura Mariana, ibid., 1654, in-8°. C'est la notice des papes, des rois et des cardinaux qui se sont signalés par une dévotion particulière à la Vierge.
- Breve compendio della vita di S. Raimondo Nonnato, dell'ordine della Madonna della Mercede, etc., ibid., 1655, in-8°.
- Antistites Mariani, ibid., 1656, in-8°. C'est la liste des curés et des simples prêtres dont la dévotion à la Vierge a éclaté par quelques actes particuliers.
- Heroïdes Marianæ, ib., 1609, in-8°.
- Fides Cajetana in controversia conceptionis B. M. V. ad libram veritatis appensa, et nulla inventa, etc., Florence, 1655 , in-8° ; réimprime à Palerme, à Lyon, à Bruxelles, à Messine, à Vienne en Autriche, à Cordoue, Avignon, Valence, etc. C'est une apologie du cardinal Cajétan.
- Trutina Mariana, Placentia , 1660, in-8° ; Bruxelles, 1662 ; Vienne en Autriche, 1663, in-8°[2].
- Vindicatio Chrysostomica, Rome, 1664, in-8°.
- PoIyanthea Mariana, Cologne, 1683 ; Rome, 1694, in-fol. ; Cologne, 1727 , in-4°. La première édition est augmentée d'un Appendix ad Bibliothecam Marianam, contenant plus de mille auteurs oubliés dans le premier ouvrage, ou qui n'avaient écrit que depuis 1648.

Parmi les ouvrages inédits du P. Ippolito nous citerons Bullarium Marianum, 2 vol. in-fol. ; — Idea bibliothecæ magnæ Marianæ, 16 vol.; — Bibliotheca purpurea Mariana, 2 vol. ; — Calalogus immaculatus Marianus, recueil de passages de plus de 500 auteurs en faveur de l'opinion de l'Immaculée Conception — Sancti atque illustres doctores antiqui pro immaculata D. V. conceptione objecti cuidam Pseudo-Cajetano, etc. , in-4°. Marracci a enfin traduit en latin ou édité les traités concernant la Vierge Marie de Germain de Constantinople (Rome, 1650), Léon le philosophe (1651), Isidore de Thessalonique (1651), Adam de Perseigne (1652), Joseph l'Hymnographe (1661).

## Sources
- « Marracci (Hippolyte) », dans Louis-Gabriel Michaud, Biographie universelle ancienne et moderne : histoire par ordre alphabétique de la vie publique et privée de tous les hommes avec la collaboration de plus de 300 savants et littérateurs français ou étrangers, 2e édition, 1843-1865 [détail de l’édition]